# Claire Polan
Claire Lynne Poland (* 31. Dezember 1937; † 3. Dezember 2003 in Woodland Hills, Los Angeles, Kalifornien) war eine US-amerikanische Schauspielerin und Filmproduzentin. Sie produzierte speziell Horrorfilme. Nach ihrer Hochzeit mit Ross Hagen trat sie auch unter dem Namen Claire Hagen in der Öffentlichkeit auf.

## Leben
Polan wurde am 31. Dezember 1937 geboren. Sie debütierte 1969 in Five the Hard Way als Schauspielerin. Im Folgejahr übernahm sie in einer Episode der Fernsehserie Here Come the Brides eine Charakterrolle. In den folgenden Jahren trat sie in unregelmäßigen Abständen als Filmschauspielerin in Erscheinung so 1973 in Liebesgrüße aus Fernost in der Rolle der Vera. Ab Mitte der 1980er Jahre trat sie auch als Filmproduzentin in Erscheinung. Dabei lag ihr Fokus auf Horrorfilme und Thriller.
Vom 15. Juni 1963 bis zu ihrem Tod war sie mit dem US-amerikanischen Schauspieler und Produzenten Ross Hagen verheiratet. Sie nahm seinen Nachnamen an, trat aber namentlich auch noch unter ihrem Geburtsnamen in Erscheinung. Die beiden führten zeitweilig eine private Schauspielschule. Sie verstarb am 3. Dezember 2003 an den Folgen einer Krebserkrankung.

## Filmografie

### Schauspiel
- 1969: Five the Hard Way
- 1970: Here Come the Brides (Fernsehserie, Episode 2x18)
- 1972: Angels’ Wild Women
- 1973: Liebesgrüße aus Fernost (Wonder Women)
- 1973: Bad Charleston Charlie
- 1983: Ladies Night
- 1989: Action USA
- 1989: B.O.R.N.
- 1992: The Media Madman
- 1995: Bikini Drive-In
- 1995: Attack of the 60 Foot Centerfolds
- 1996: Star Hunter
- 1996: Glut der Begierde ((Friend of the Family II))
- 1996: Die Rache der Tara McCormick (Fugitive Rage)
- 1998: Hilfe, mein Dad ist unsichtbar (Invisible Dad)

### Produktion
- 1985: Reel Horror
- 1989: B.O.R.N.
- 1990: Click: The Calendar Girl Killer
- 1992: The Media Madman